# Drew Goddard
Draw Goddard (født 26. februar 1975) er en amerikansk manuskriptforfatter, filminstruktør, -producer,  bedst kendt for sit arbejde på Buffy the Vampire Slayer, Angel og Alias. Han har desuden arbejdet på Lost og skrev 2008-filmen Cloverfield.

## Udvalgt filmografi

### Film
| Titel                      | År   | Krediteret som | Krediteret som | Krediteret som | Note(r)                                                |
| Titel                      | År   | Instruktør     | Forfatter      | Producer       | Note(r)                                                |
| -------------------------- | ---- | -------------- | -------------- | -------------- | ------------------------------------------------------ |
| Cloverfield                | 2008 | Nej            | Ja             | Nej            |                                                        |
| The Cabin in the Woods     | 2012 | Ja             | Ja             | Nej            | Skrevet med Joss Whedon                                |
| World War Z                | 2013 | Nej            | Ja             | Nej            | Skrevet med Damon Lindelof og Matthew Michael Carnahan |
| The Martian                | 2015 | Nej            | Ja             | Ja             | Nomineret til Oscar for bedste filmatisering           |
| 10 Cloverfield Lane        | 2016 | Nej            | Nej            | Ja             |                                                        |
| The Cloverfield Paradox    | 2018 | Nej            | Nej            | Ja             |                                                        |
| Deadpool 2                 | 2018 | Nej            | Ukrediteret    | Nej            | Script-konsulent                                       |
| Bad Times at the El Royale | 2018 | Ja             | Ja             | Ja             |                                                        |

### Tv-serier
| Titel                    | År        | Krediteret som | Krediteret som | Krediteret som | Note(r) |
| Titel                    | År        | Instruktør     | Forfatter      | Producer       | Note(r) |
| ------------------------ | --------- | -------------- | -------------- | -------------- | --- |
| Buffy the Vampire Slayer | 2002–2003 | Nej            | Ja             | Nej            | Afsnit: - 7.05 – "Selfless" - 7.07 – "Conversations with Dead People" (med Jane Espenson; Joss Whedon og Marti Noxon) - 7.09 – "Never Leave Me" - 7.17 – "Lies My Parents Told Me" (med David Fury) - 7.18 – "Dirty Girls" |
| Angel                    | 2003–2004 | Nej            | Ja             | Nej            | Also executive story editor; Afsnit: - 5.07 – "Lineage" - 5.11 – "Damage" (med Steven S. DeKnight) - 5.13 – "Why We Fight" (med DeKnight) - 5.18 – "Origin" - 5.20 – "The Girl in Question" (med DeKnight) |
| Alias                    | 2005–2006 | Nej            | Ja             | Ja             | Afsnit: - 4.05 – "Welcome to Liberty Village" - 4.13 – "Tuesday" (med Breen Frazier) - 5.04 – "Mockingbird" - 5.12 – "There's Only One Sydney Bristow" (100th episode) - 5.17 – "All the Time in the World" (med Jeff Pinkner) (seriefinale) |
| Lost                     | 2005–2008 | Nej            | Ja             | Ja             | Også supervising producer; Afsnit: - 1.16 – "Outlaws" - 3.02 – "The Glass Ballerina" (med Jeff Pinkner) - 3.08 – "Flashes Before Your Eyes" (med Damon Lindelof) - 3.13 – "The Man from Tallahassee" (med Pinkner) - 3.16 – "One of Us" (med Carlton Cuse) - 3.20 – "The Man Behind the Curtain" (med Elizabeth Sarnoff) - 4.02 – "Confirmed Dead" (med Brian K. Vaughan) - 4.06 – "The Other Woman" (med Christina M. Kim) - 4.09 – "The Shape of Things to Come" (med Vaughan) |
| Daredevil                | 2015–2018 | Nej            | Ja             | Executive      | Skaber; Afsnit: - 1.01 – "Into the Ring" - 1.02 – "Cut Man" |
| The Good Place           | 2016–     | Ja             | Nej            | Executive      | Afsnit: - 1.01 - "Everything is Fine" - 2.03 - "Dance Dance Resolution" |
| The Defenders            | 2017      | Nej            | Ja             | Executive      | Afsnit - 1.06 – "Ashes, Ashes" |